# Миклуха Володимир Миколайович
Миклу́ха Володи́мир Микола́йович (* 19 (31) травня 1853 — † 15 (28) травня 1905) — російський морський офіцер, капітан I рангу. Учасник битви під Цусімою. Загинув під час битви. Молодший брат Миколи Миклухи-Маклая.

## Походження
Детальніші відомості з цієї теми ви можете знайти в статті Легенда про походження прізвища.
Детальніші відомості з цієї теми ви можете знайти в статті Відомі представники роду.
Батько Володимира Миклухи, Микола Ілліч — українець, дворянин, родом із Чернігівської губернії, його пращури — славнозвісні запорозькі козаки.
Стосовно свого походження Миклуха-Маклай, старший брат Володимира Миколайовича, зробив нотатки на берегах рукопису нарису про своє життя і подорожі, який йому представив для ознайомлення Е. С. Томассен:
Мати Володимира, Катерина Семенівна, походила з мішаної німецько-польської родини: лікаря, учасника війни 1812 року, підполковника у відставці С. Ф. Беккера, зрусифікованого німця, і польської дворянки Лідії Шатковської.

## Родина

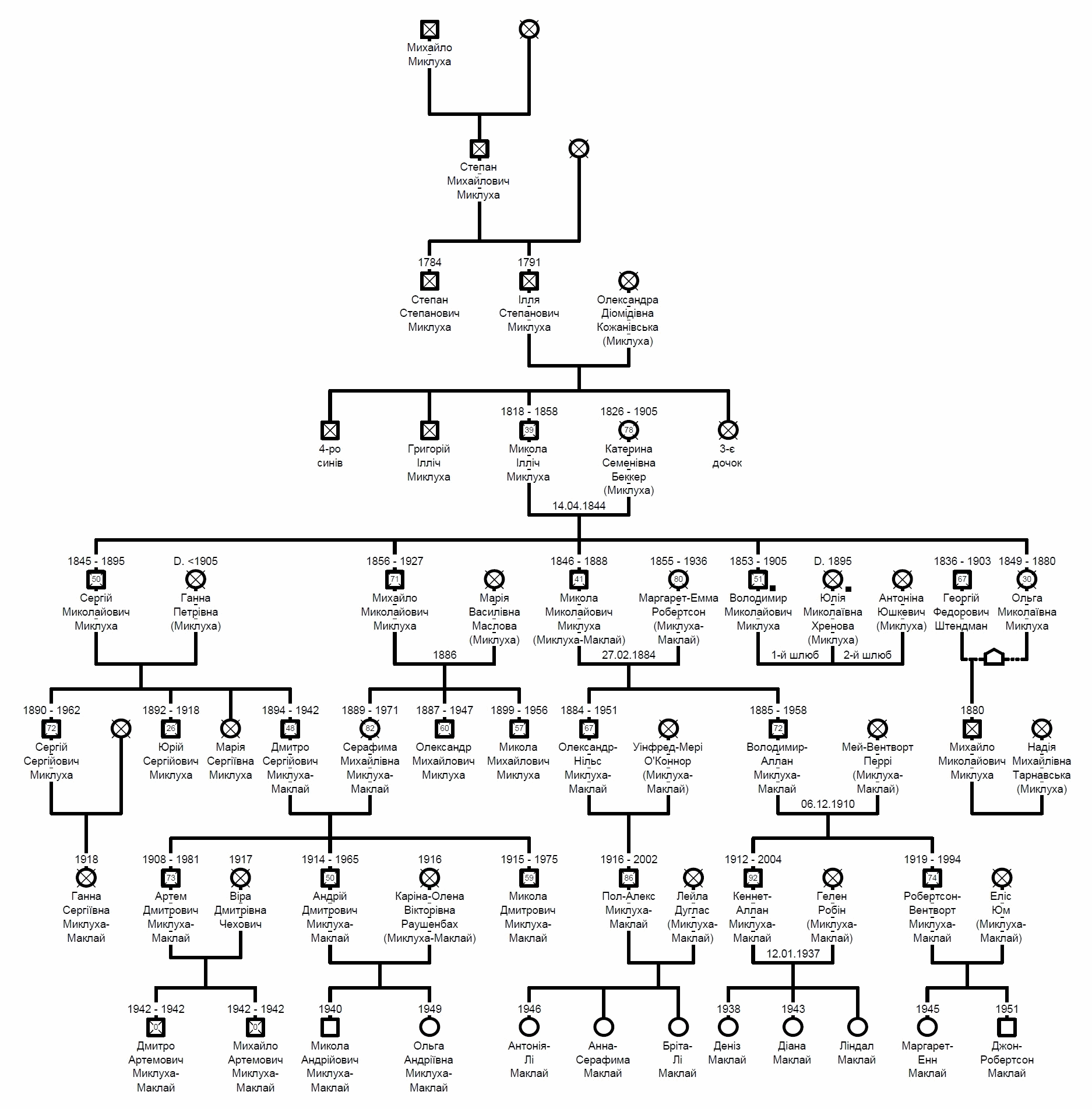
Родовідне дерево Миклух зі Стародубщини.

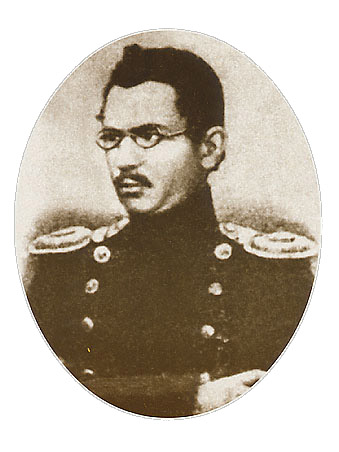
Батько Микола Ілліч Миклуха
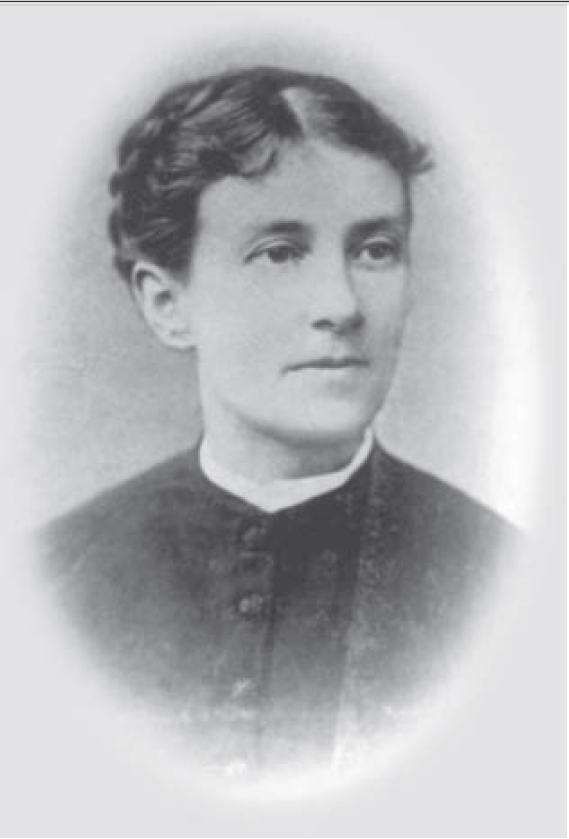
Мати Катерина Семенівна Беккер (Миклуха)

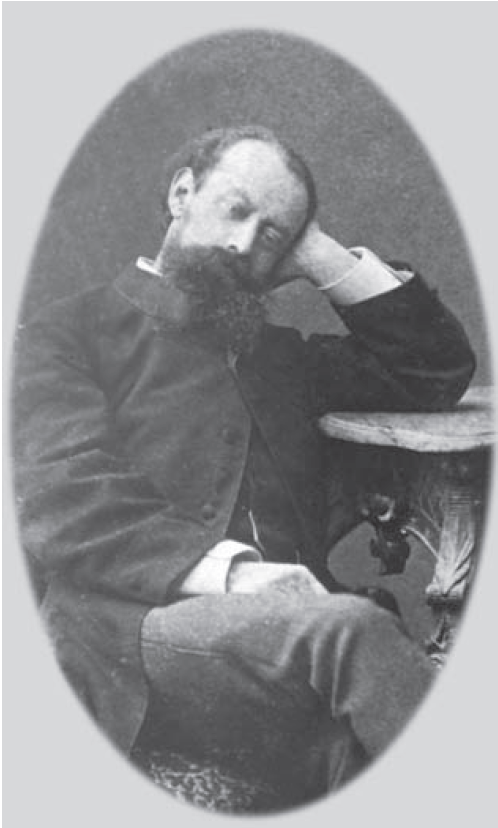
Сергій Миколайович Миклуха
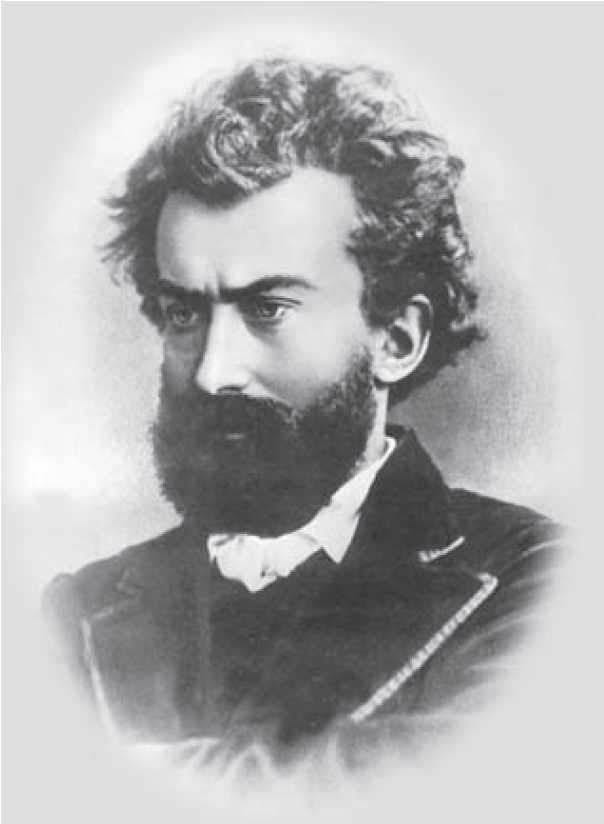
Микола Миколайович Миклуха-Маклай
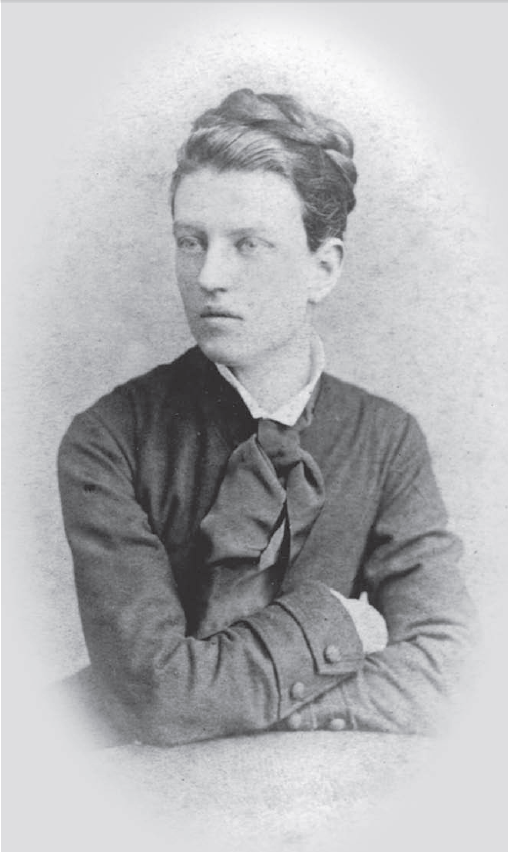
Ольга Миколаївна Миклуха
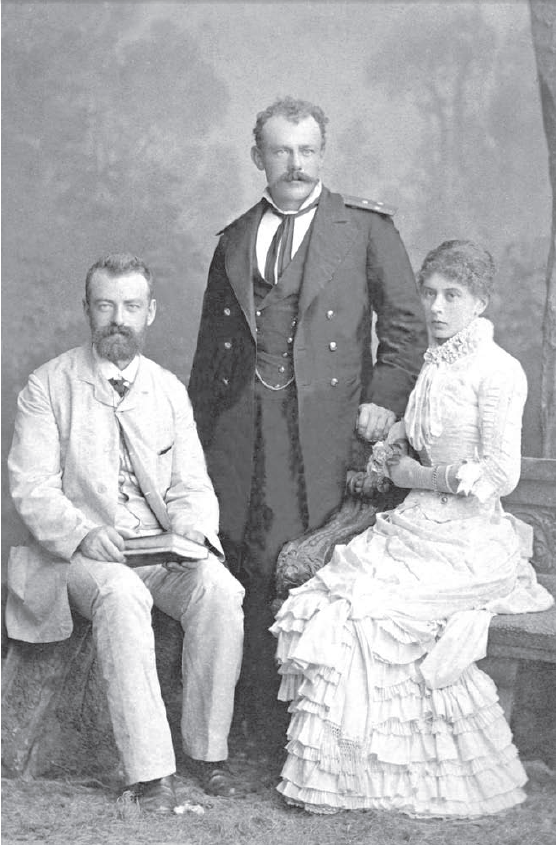
Володимир Миколайович (стоїть) та його перша дружина Юлія, Михайло Миколайович Миклуха

Володимир Миколайович мав трьох братів та сестру:
- старші брати — Миклуха Сергій Миколайович (1845–1895) та Миклухо-Маклай Микола Миколайович (1846–1888);
- старша сестра — Миклуха Ольга Миколаївна (1849–1880);
- молодший брат — Миклуха Михайло Миколайович (1856–1927).

Був двічі одружений:
- 1-й шлюб — Хренова Юлія Миколаївна (померла 29 грудня 1895 року від туберкульозу);
- 2-й шлюб — Юшкевич Антоніна (одружився 23 травня 1899 року), вдова дворянина Іуль.

## Біографія
Брав участь у військовій організації «Народна Воля». Після розгрому організації випадково уникнув арешту і залишився на військовій службі. Закінчив Морське училище.
З 1873 року — мічман. Почав службу на броненосцях «Чародійка» і «Севастополь» на Балтиці. На допоміжних крейсерах Чорноморського флоту «Аргонавт» і «Володимир» брав участь у російсько-турецькій війні 1877—1878 років. З 1878 року — лейтенант.
Після війни плавав на суднах Добровільного флоту, який підтримував термінове і поштове товарно-пасажирське сполучення між Одесою і портами Тихого океану. В цей час з січня 1886 року майже 2 роки командував пароплавом «Владивосток».
У 1888 році повернувся у військовий флот на чорноморський броненосець «Катерина II». У 1889 році прослухав курс мінної справи та отримав право командувати міноносцями. У 1890 році командував міноносцем «Кілія» в Практичній ескадрі Чорного моря. У 1891–1895 роках в чині капітана II рангу служив старшим офіцером на ескадреному броненосці «Дванадцять апостолів». П'ять місяців командував вже небоєздатним «Новгородом». У 1895–1897 роках командував морехідним канонерським човном «Кубанець», з яким ходив в Середземне море. У 1898 році став капітаном І рангу, 3 роки займав тимчасові посади. У кампаніях 1901–1902 років командував броненосцями «Не чіпай мене» та «Первісток».
Загинув у 1905 році в битві під Цусімою. У бою В. М. Миклуха командував броненосцем «Адмірал Ушаков» із загону контр-адмірала М. І. Небогатова. 15 (28) травня 1905 року, на другий день бою, японські кораблі оточили броненосець. До того часу Небогатов з усім своїм загоном (п'ять броненосців і один крейсер) вже здався в полон. Зав'язався нерівний бій. Коли броненосець, весь у вогні, сів на корму, наказав відкрити кінгстони і затопити корабель. Сам Володимир Миклуха був поранений і потонув. Та ж доля спіткала багатьох членів команди броненосця.
Після повернення з полону всі кондуктори, унтер-офіцери і матроси «Адмірала Ушакова» за колективний подвиг в бою з переважаючими ворожими силами отримали Відзнаки Військового ордена святого Георгія. Офіцерів нагородили значно пізніше — тільки в січні 1907 року. Всі вони отримали ордени Святого Володимира 4-го ступеня з мечами і бантом. У листопаді 1910 року колишній штурман капітан-лейтенант Є. А. Максимов порушив клопотання про нагородження капітана I рангу В. М. Миклухи орденом Святого Георгія 4-го ступеня, але воно не було задоволено.

## Вшанування пам'яті
- Ім'я Володимира Миколайовича Миклухи було відлито на меморіальній мідній дошці в храмі Спас-на-Водах (Санкт-Петербург, Росія) серед інших 8269 загиблих під час російсько-японської війни 1904—1905 років. Цей храм-пам'ятник став «символом братської могили для загиблих без поховання героїв-моряків». Храм знищений 1932 року.
- Персонаж романа О. С. Новикова-Прибоя «Цусіма»[ru].